# Aleksander Teofil Lipiński
Aleksander Teofil Lipiński (ur. 15 września 1849 w Sanoku, zm. 28 grudnia 1897 tamże) – polski inżynier kolei, urzędnik c. k. kolei.

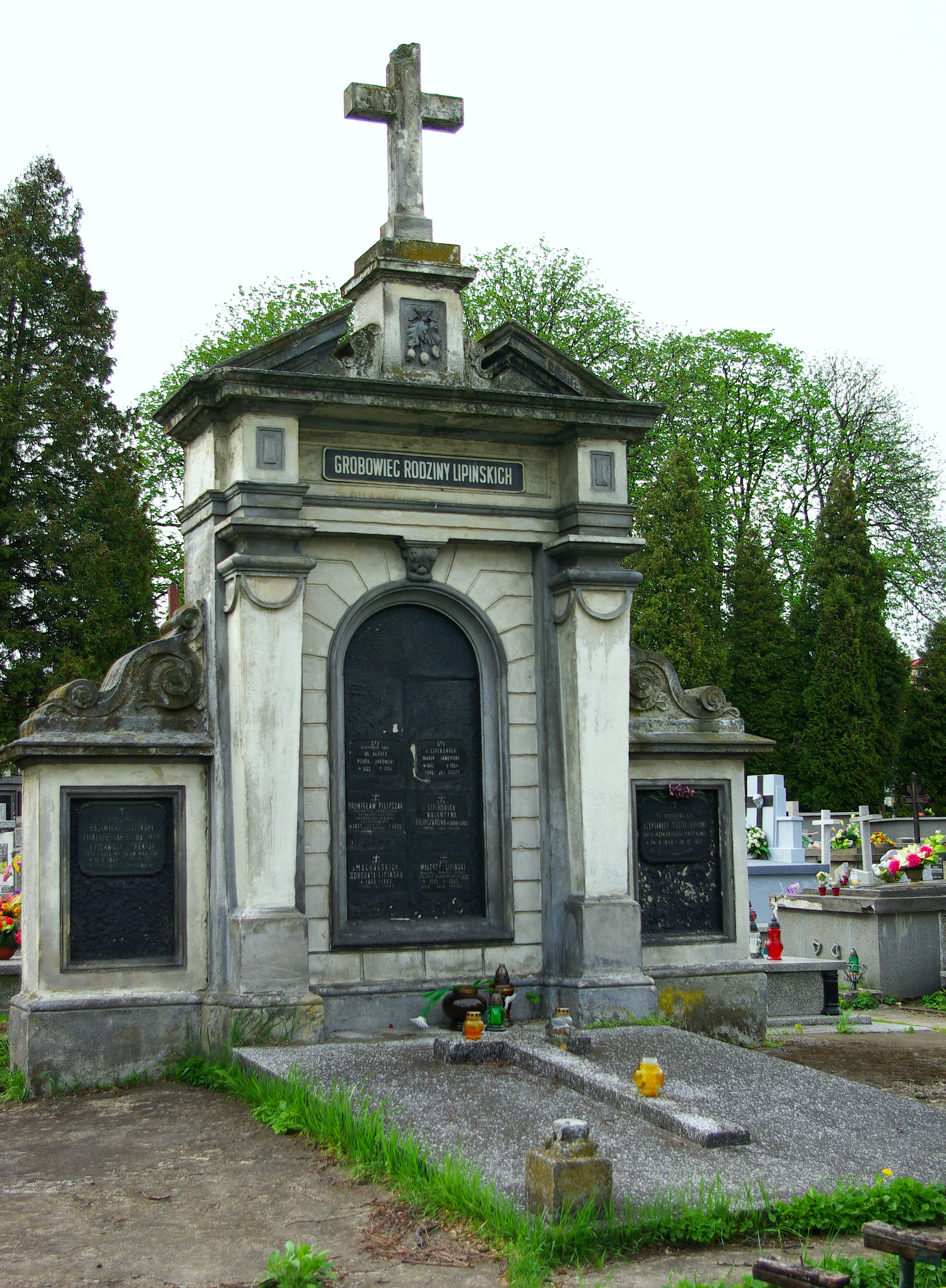
Grobowiec rodziny Lipińskich

## Życiorys
Urodził się 15 września 1849 w Sanoku. Był synem Walentego (1813-1898) i Honoraty z domu Machalskiej (1826-1903). Ojciec, wraz z Mateuszem Beksińskim, przybyli do Sanoka jako byli powstańcy listopadowi, obaj wspólnie założyli zakład rzemieślniczy, później warsztat kotlarski, umiejscowiony przy obecnej ulicy Podgórze, z czasem rozwinięty przez Kazimierza w fabrykę maszyn i wagonów. Aleksander Teofil Lipiński był bratem Jana (1850-1851), Mieczysława Juliana (1852-1864), Heleny Józefy Leokadii (ur. 1855, zamężna z inż. Henrykiem Stoyem, deportowana na Syberię wraz z synową i wnukiem Tadeuszem Hoffem w 1940 i w tym samym roku zmarła w Minorze), Kazimierza (1857-1911, przedsiębiorca, poseł), Franciszka (zm. w 1861 w wieku 2 lat i 9 miesięcy), Marianny Zofii (1861-1873), Zofii Eleonory (1864-1872). Jego rodzicami chrzestnymi był Szymon Drewiński (ojciec Maurycy i Teodozji) oraz Elżbieta Piątkowska (żona późniejszego naczelnika gminy Sanok, Sebastiana Piątkowskiego). W Sanoku wraz z rodziną mieszkał w domu nr 225.
Aleksander Lipiński ukończył szkołę realną wraz z egzaminem dojrzałości w gimnazjum realnym w Tarnowie. Od 1867 do 1873 studiował na Akademii Technicznej we Lwowie (późniejsza Politechnika Lwowska). Wstąpił do służby państwowej Austro-Węgier w okresie zaboru austriackiego. Został inżynierem C. K. Kolei Państwowej. Został zatrudniony w C. K. Uprzywilejowanej Lwowsko-Czerniowiecko-Jaskiej Kolei, w strukturze której na stacji w Łużanach był aspirantem od około 1876, urzędnikiem od około 1877, urzędnikiem konserwacji kolei od około 1878, urzędnikiem od około 1879. Od około 1880 do około 1883 był kierownikiem stacji w Sichowie. Od około 1883 do około 1885 był naczelnikiem stacji Bóbrka-Chlebowice. Około 1885/1886 był urzędnikiem na stacji w Czortkowie. Od około 1886 do około 1890 był naczelnikiem stacji w Krechowicach. Od około 1890 do około 1892 był adiunktem na stacji w Monasterzyskach. Od około 1892 do około 1894 był adiunktem w biurze kontroli dochodów Dyrekcji Ruchu we Lwowie w strukturze C. K. Kolei Państwowych, po czym odszedł ze służby w kolejach.
W latach 90. był dyrektorem fabryki wagonów kolejowych w Sanoku (dyrektorem całej fabryki maszyn i wagonów w Sanoku był jego brat Kazimierz).
Do końca życia był emerytowanym inżynierem. Zmarł 28 grudnia 1897 w Sanoku w wieku 48 lat na zapalenie opon mózgowych. Został pochowany w grobowcu rodzinnym na cmentarzu przy ul. Rymanowskiej w Sanoku 31 grudnia 1897. Wykonany przez rzeźbiarza Stanisława Piątkiewicza pomnik został uznany za obiekt zabytkowy i podlega ochronie prawnej.
Żoną Aleksandra Lipińskiego była Otylia z domu Lasnig (wzgl. Laśnik). Ich córkami były: Walentyna (1886-1955, od 1905 zamężna z Bronisławem Filipczakiem), Rudolfina Maria (1889-1964, od 1910 zamężna z sędzią dr. Alfredem Janowskim).